# Saison 2 d'Ugly Betty
Chronologie
Saison 1 d'Ugly Betty Saison 3 d'Ugly Betty
Cet article présente la liste des épisodes de la deuxième saison du feuilleton télévisé Ugly Betty.
Aux États-Unis, cette saison fut diffusée entre le 27 septembre 2007 et le 22 mai 2008 sur ABC.
Pour cette saison seulement 18 épisodes ont été tournés à la suite de la grève des scénaristes.
En France les premiers épisodes ont été diffusés sur TF1 juste après la diffusion de la première saison puis le reste fut diffusé durant l’été 2009 le lundi soir en deuxième partie de soirée.

## Distribution

### Acteurs Principaux
- America Ferrera (V. F. : Marie Giraudon) : Betty Suarez
- Eric Mabius (V. F. : Anatole de Bodinat) : Daniel Meade
- Vanessa L. Williams (V. F. : Isabelle Leprince) : Wilhelmina Slater
- Becki Newton (V. F. : Agnès Manoury) : Amanda Tanen
- Judith Light (V. F. : Monique Thierry) : Claire Meade
- Ana Ortiz (V. F. : Véronique Alycia) : Hilda Suarez
- Tony Plana (V. F. : François Dunoyer) : Ignacio Suarez
- Michael Urie (V. F. : Damien Witecka) : Marc St James
- Mark Indelicato (V. F. : Victor Naudet) : Justin Suarez
- Alan Dale (V. F. : Michel Derville) : Bradford Meade
- Ashley Jensen (V. F. : Blanche Ravalec) : Christina McKinney
- Rebecca Romijn (V. F. : Chantal Baroin) : Alexis Meade
- Christopher Gorham (V. F. : Axel Kiener) : Henry Grubstick

### Acteurs Récurrents
Des acteurs invités se joignent à la distribution de chaque épisode, de manière plus ou moins récurrente.

## Épisode 1:Une page se tourne
- Titre original : How Betty got her grieve back
- Diffusions : 
  -  États-Unis : 27 septembre 2007 sur ABC
  -  Belgique : 16 mars 2008 sur RTL-TVI
  -  France : 17 mars 2008 sur TF1, 2 février 2012 sur NRJ 12
  -  Suisse : sur TSR
  -  Québec : sur Radio-Canada
- Résumé : Daniel et Alexis sont à l'hôpital, Alexis est toujours dans le coma. Betty court partout en essayant d'oublier sa déception amoureuse. Clair Meade prend contact avec Wihelmina. Et Amanda continue ses recherches pour découvrir qui étaient ses vrais parents.

## Épisode 2:Repartir à zéro
- Titre original : How Betty got her grieve back
- Autre titre français' : Affaires et famille
- Diffusions : 
  -  États-Unis : 4 octobre 2007 sur ABC
  -  France : 17 mars 2008 sur TF1, 3 février 2012 sur NRJ 12
  -  Belgique : 23 mars 2008 sur RTL-TVI
  -  Suisse : sur TSR
  -  Québec : sur Radio-Canada
- Résumé : Alexis est sortie du coma mais se trouve partiellement amnésique : Daniel voudrait lui dire toute la vérité mais Bradford veut en profiter pour réécrire le passé. Amanda hérite de sa mère, Fey Sommers. Betty se démène pour contrecarrer Wihelmina qui évince Daniel de son rôle de rédacteur en chef.

## Épisode 3:En noir et blanc
- Titre original : Betty's wait problem
- Diffusions : 
  -  États-Unis : 11 octobre 2007 sur ABC
  -  France : 17 mars 2008 sur TF1, 6 février 2012 sur NRJ 12
  -  Belgique : 30 mars 2008 sur RTL-TVI
  -  Suisse : sur TSR
  -  Québec : sur Radio-Canada
  - Résumé : Betty décide de se remettre à écrire après avoir été piquée au vif par Gio, le vendeur de sandwiches. Wihelmina œuvre pour que son mariage avec Bradford ait finalement lieu. Ignacio rentre enfin à la maison

## Épisode 4:Dans la peau d'une autre
- Titre original : Grin and bear it
- Diffusions : 
  -  États-Unis : 18 octobre 2007 sur ABC
  -  France : 24 mars 2008 sur TF1, 7 février 2012 sur NRJ 12
  -  Belgique : 6 avril 2008 sur RTL-TVI
  -  Suisse : sur TSR
  -  Québec : sur Radio-Canada
- Résumé :

## Épisode 5:Rendez-Vous galants
- Titre original : A league of their town
- Diffusions : 
  -  États-Unis : 25 octobre 2007 sur ABC
  -  France : 24 mars 2008 sur TF1, 8 février 2012 sur NRJ 12
  -  Belgique : 13 avril 2008 sur RTL-TVI
  -  Suisse : sur TSR
  -  Québec : sur Radio-Canada
- Résumé :

## Épisode 6:Amours cachés
- Titre original : Grin and bear it
- Diffusions : 
  -  États-Unis : 1er novembre 2007 sur ABC
  -  France : 24 mars 2008 sur TF1, 9 février 2012 sur NRJ 12
  -  Belgique : 20 avril 2008 sur RTL-TVI
  -  Suisse : sur TSR
  -  Québec : sur Radio-Canada
- Résumé :

## Épisode 7:Un mariage foudroyant
- Titre original : A nice day for a posh wedding
- Diffusions : 
  -  États-Unis : 8 novembre 2007 sur ABC
  -  Belgique : 27 avril 2008 sur RTL-TVI
  -  France : 13 juillet 2009 sur TF1, 10 février 2012 sur NRJ 12
  -  Suisse : sur TSR
  -  Québec : sur Radio-Canada
- Résumé :

## Épisode 8:La femme de sa vie
- Titre original : I see me, I.C.U
- Diffusions : 
  -  États-Unis : 15 novembre 2007 sur ABC
  -  Belgique : 4 mai 2008 sur RTL-TVI
  -  France : 13 juillet 2009 sur TF1, 13 février 2012 sur NRJ 12
  -  Suisse : sur TSR
  -  Québec : sur Radio-Canada
- Résumé :

## Épisode 9:Slater contre Meade
- Titre original : Giving up the ghost
- Diffusions : 
  -  États-Unis : 22 novembre 2007 sur ABC
  -  Belgique : 11 mai 2008 sur RTL-TVI
  -  France : 13 juillet 2009 sur TF1, 14 février 2012 sur NRJ 12
  -  Suisse : sur TSR
  -  Québec : sur Radio-Canada
- Invités : Eliza Dushku (Cameron Ashlock) , Alan Dale (Bradford Mead)
- Résumé :

## Épisode 10:Que le meilleur gagne
- Titre original : Bananas for Betty
- Autre titre français : Pots de glace et pots de peinture
- Diffusions : 
  -  États-Unis : 6 décembre 2007 sur ABC
  -  Belgique : 18 mai 2008 sur RTL-TVI
  -  France : 20 juillet 2009 sur TF1, 15 février 2012 sur NRJ 12
  -  Suisse : sur TSR
  -  Québec : sur Radio-Canada
- Résumé :

## Épisode 11:Un défilé de poids
- Titre original : Zéro worship
- Autre titre français : Le culte du zéro
- Diffusions : 
  -  États-Unis : 10 janvier 2008 sur ABC
  -  Belgique : 25 mai 2008 sur RTL-TVI
  -  France : 20 juillet 2009 sur TF1, 16 février 2012 sur NRJ 12
  -  Suisse : sur TSR
  -  Québec : sur Radio-Canada
- Résumé :

## Épisode 12:Parfum de scandale
- Titre original : odor in the court
- Diffusions : 
  -  États-Unis : 17 janvier 2008 sur ABC
  -  Belgique : 1er juin 2008 sur RTL-TVI
  -  France : 20 juillet 2009 sur TF1, 17 février 2012 sur NRJ 12
  -  Suisse : sur TSR
  -  Québec : sur Radio-Canada
- Résumé :

## Épisode 13:Leçons de drague
- Titre original : Thousand words by friday
- Autre titre français : L'art de la drague
- Diffusions : 
  -  États-Unis : 24 janvier 2008 sur ABC
  -  Belgique : 8 juin 2008 sur RTL-TVI
  -  France : 27 juillet 2009 sur TF1, 20 février 2012 sur NRJ 12
  -  Suisse : sur TSR
  -  Québec : sur Radio-Canada
- Résumé :

## Épisode 14:24 bougies
- Titre original : Twenty-four candles
- Diffusions : 
  -  États-Unis : 24 avril 2008 sur ABC
  -  Belgique : sur RTL-TVI
  -  France : 27 juillet 2009 sur TF1, 21 février 2012 sur NRJ 12
  -  Suisse : sur TSR
  -  Québec : sur Radio-Canada
- Résumé :

## Épisode 15:Jalousie enflammée
- Titre original : Burning questions
- Diffusions : 
  -  États-Unis : 1er mai 2008 sur ABC
  -  Belgique : sur RTL-TVI
  -  France : 3 août 2009 sur TF1, 22 février 2012 sur NRJ 12
  -  Suisse : sur TSR
  -  Québec : sur Radio-Canada
- Invités : Daniel Davis (Dr.Morgan Remus) , Ava Gaudet (Gina Gambaro)
- Résumé :

## Épisode 16:Heureux événements
- Titre original : Betty's Baby Jump
- Diffusions : 
  -  États-Unis : 8 mai 2008 sur ABC
  -  Belgique : sur RTL-TVI
  -  France : 3 août 2009 sur TF1, 23 février 2012 sur NRJ 12
  -  Suisse : sur TSR
  -  Québec : sur Radio-Canada
- Résumé :

## Épisode 17:Lâche-toi Betty!
- Titre original : The kids are alright
- Diffusions : 
  -  États-Unis : 15 mai 2008 sur ABC
  -  Belgique : sur RTL-TVI
  -  France : 10 août 2009 sur TF1, 24 février 2012 sur NRJ 12
  -  Suisse : sur TSR
  -  Québec : sur Radio-Canada
- Résumé :

## Épisode 18:Entre les deux, son cœur balance
- Titre original : Jump
- Diffusions : 
  -  États-Unis : 22 mai 2008 sur ABC
  -  Belgique : sur RTL-TVI
  -  France : 10 août 2009 sur TF1, 27 février 2012 sur NRJ 12
  -  Suisse : sur TSR
  -  Québec : sur Radio-Canada
- Résumé :